# Montecristo (telenovela colombiana)
Montecristo es una telenovela producida por Caracol Televisión en 2007. Es una adaptación de la telenovela homónima, basada en la novela El conde de Montecristo de Alejandro Dumas.
Esta protagonizada por Juan Carlos Vargas y Paola Rey, con las participaciones antagónicas de Rodrigo Candamil y Germán Quintero, y cuenta con la participación estelar de María Adelaida Puerta.

## Historia
Montecristo es la historia de Santiago Herrera (Juan Carlos Vargas), un joven abogado apasionado por la esgrima que lo tiene todo: Familia, éxito y amor, al estar comprometido con la mujer de su vida, Laura (Paola Rey). Su nombramiento como secretario de un juzgado le depara un futuro promisorio, pero la traición de su mejor amigo Marcos (Rodrigo Candamil) lo llevará a la cárcel, acusado por un crimen que no cometió. Diez años después logra escapar y regresa para vengarse.

## Elenco

### Protagonistas
| Actor / Actriz     | Personaje                        | Breve descripción |
| ------------------ | -------------------------------- | --- |
| Juan Carlos Vargas | Santiago Díaz Herrera/ Alejandro | Abogado, carismático, seductor, honesto, de familia acomodada, competidor, enamorado de Teresa Ledezma con quien tiene planes de matrimonio pero es víctima de una conspiración y termina pagando una condena de 10 años en una cárcel en el exterior. Regresa a vengarse bajo otra identidad.                                                                          |
| Paola Rey          | Laura Franco                     | Es la hermosa novia de Santiago, una joven que ha crecido con sus tíos porque cree que sus padres murieron en un accidente. Su vida da un giro cuando se entera de que su prometido ha fallecido en la cárcel, así que decide suicidarse, idea que deshecha cuando se entera de que será madre. Sin más opciones, acepta la propuesta de matrimonio de Marcos Lombardo. |

### Familia Lezama
| Actor / Actriz  | Personaje               | Breve descripción |
| --------------- | ----------------------- | --- |
| Raúl Gutiérrez  | Hermes Lezama Santos    | Es el tío de Teresa y secuaz de Alberto Lombardo, que es el asesino de Santiago. Personaje oscuro y violento que vive de trabajos esporádicos. Su pasado es tormentoso. |
| Pilar Álvarez   | Malena Castro De Lezama | Esposa de Hermes, una mujer sumisa y víctima de las agresiones físicas y psicológicas de su marido. Tiene una hija llamada artemia y hace las veces de madre de su sobrina Teresa. |
| Carolina Guerra | Artemia Lezama Castro   | Es la hija difícil de Malena y Hermes. Es una libertina sexual que abusa de las drogas y para salir del mundo mediocre de sus padres, busca ayuda en su padrino Alberto Lombardo, quien la emplea en su restaurante. Es la amante de Luis, a quien ama sinceramente sin que pueda decírselo, porque esto podría dañar su imagen de niña rebelde. |

### Familia Lombardo
| Actor / Actriz     | Personaje   | Breve descripción |
| ------------------ | ----------- | --- |
| Germán Quintero    | Alberto     | Viudo, con tres hijos: Marcos, Valentina y Camila. Vive con Lola, una atractiva mujer mucho más joven que él. Es un hombre inescrupuloso, soberbio, con ambición de poder. En el pasado se dedicó a la medicina pero ahora tiene un restaurante de renombre, frecuentado por lo más selecto de la sociedad y desea incursionar en la política. Sus negocios son turbios y ha estado involucrado en crímenes. Es la cabeza del homicidio de Horacio. |
| Rodrigo Candamil   | Marcos      | Hijo de Alberto, es el mejor amigo de Santiago pero en realidad es un traidor que siempre ha estado a su sombra. Luego de hundirlo y verlo en la cárcel, le propone matrimonio a Teresa, haciéndole creer que Santiago murió. Tiene una relación clandestina con Milena. |
| Diana González     | Valentina   | Es la hija predilecta de Alberto, joven, dulce, soñadora. Ama la música. Aunque es la novia de Luis, porque su padre le dice que es el candidato perfecto, cuando conoce a David, se enamora perdidamente. |
| Lady Noriega       | Lola        | Es la segunda esposa de Alberto y madre de Camila, una mujer sin educación que no goza de la aceptación de los hijos de su marido. Dedicada a los placeres superficiales, entre ellos, el romance con Luis. En el pasado fue amante de León Rocamora. |
| Mariana Garzón     | Camila      | Hija de Alberto y Lola. Es la típica nena bonita y alegre, interesada y apegada a los lujos. Mimada por Alberto y su medio hermano Marcos, a quienes manipula para satisfacer sus gustos. |
| Juan David Sánchez | Matías      | Hijo de Santiago y Laura. Su madre le oculta su verdadera procedencia haciéndole creer que Marcos es su padre. Es un niño inteligente, observador, suspicaz y al igual que Santiago y Marcos, practica esgrima. Con el tiempo se convertirá en el amigo secreto de su propio padre, sin saberlo. |
| Santiago Cepeda    | Giovanni    | Hijastro de Leticia. Descubre el engaño de su familia y decide escapar para buscar a Santiago. Es el único bueno de la familia y posee mayoría de riquezas entre sus primos, por eso no lo dejan en la ruina. Es adoptado de Leticia y recibe toda la herencia de su fallecido padre que era un accionista de una empresa azucarera. Se queda a vivir con Teresa.                                                                                   |
| Ana María Kamper   | Leticia ¿†? | Fue la primera esposa de Alberto. Sus hijos creen que se suicidó, pero realmente ella está escondida en una capilla, luego de descubrir que Alberto fue quien provocó los asesinatos de Horacio y Santiago. Sufre de constantes ataques neuróticos. |

### Cómplices de Salvador Falcón (Santiago)
| Actor / Actriz        | Personaje      | Breve descripción |
| --------------------- | -------------- | --- |
| Mariela Rivas         | Sara Carusso   | Ama de llaves de la familia Díaz Herrera, enamorada en silencio de Horacio, se encarga de la crianza de Santiago ante la muerte de la madre del niño. Es una mujer prudente, íntegra y solidaria que resguarda celosamente los documentos que le encomendó Horacio antes de morir.                                                                           |
| Alfonso Murillo       | Ulises Falcón  | Preso por contrabando de arte. Al intentar escapar de la cárcel se encuentra con Santiago con quien inicia una buena amistad. Es un hombre con muchos conocimientos, capacidad de liderazgo y habilidad para los negocios. |
| María Adelaida Puerta | Victoria Sáenz | Es una cirujana colombiana que vive en el exterior desde los ocho años, lugar en el que se exilió luego de la desaparición de sus padres y una hermana o hermana, aún no lo tiene muy claro. Su misión es tratar de encontrarlos. Conoce a Santiago y se enamora de él de modo que lo ayuda en su venganza, haciéndose pasar por la esposa de León Rocamora. |
| Alfredo Cuellar       | David          | Es un muchacho simpático, talentoso y con habilidades para la actuación, sistemas y tecnología. Se convertirá en una ficha clave para Santiago. Se enamora de Valentina, la hija de Horacio. |
| Mijail Mulkay         | León Rocamora  | Es el principal compañero de Santiago y los une su amistad con Ulises. Es un contrabandista de arte bastante excéntrico. |
| Hernán Méndez         | Padre Pedro    | Sacerdote progresista, amigo de Horacio y Sara. Guarda en su capilla la documentación clave que incrimina a Alberto Lombardo. Maneja un hogar de niños y desde la clandestinidad le ayuda a Santiago. |

### Cómplices de Alberto y Marcos Lombardo
| Actor / Actriz   | Personaje | Breve descripción |
| ---------------- | --------- | --- |
| Margarita Ortega | Milena    | Es la administradora del restaurante de Alberto y la amante de Marcos. Sabe los más recónditos secretos de la familia y se destaca por su elegante discreción. |
| Luigi Aycardi    | Luis      | Abogado proveniente de una familia de clase media baja, siente celos de Santiago porque le quitó el cargo en el juzgado por el que había trabajado. El dinero y buena posición en la sociedad, son motivos suficientes para convertirse en Los Lombardo, con quienes también está unido por ser el novio de Valentina, su pasaporte de pertenencia a la familia para siempre. Ambicioso y amante de todos los vicios, es también amante de Lola y de Érika. |

### Otros personajes
| Actor / Actriz         | Personaje    | Breve descripción |
| ---------------------- | ------------ | --- |
| Alejandro Buenaventura | Horacio †    | Viudo, padre de Santiago y juez dedicado a la investigación de crímenes de lesa humanidad. Su trabajo le permite descubrir una red de tráfico de niños, razón por la cual es asesinado pero antes de morir le pide a Sara, la ama de llaves que guarde los archivos que comprometen a Alberto Lombardo. |
| Adriana Romero         | Clara Medina | Es la psicóloga de Laura y tiene fuertes enfrentamientos con Marcos, quien la ve como una enemiga, ya que no considera que una mujer homosexual sea la persona más indicada para ofrecerle una terapia a su esposa. Muere baleada en la espalda mientras, escondida, esperaba a Laura en la plaza.      |

- Andrea Nieto .... Mariana
- Alex Rodríguez .... Manolo
- Daniel Rocha .... Mateo
- Oscar Molina Higgins .... Niño Extra